# Церква Різдва Пресвятої Богородиці (Хворостів)
Церква Різдва Пресвятої Богородиці — чинна дерев'яна церква у селі Хворостів Ковельського району на Волині. Пам'ятка архітектури місцевого значення. Парафія налеежить до УПЦ МП. Настоятель — ієрей Василій Петрушинець. 

## Історія
Церква, побудована в 1884 році.